# Labbölsholmarna
Labbölsholmarna är öar i Finland. De ligger i Finska viken och i kommunen Pyttis i den ekonomiska regionen  Kotka-Fredrikshamn i landskapet Kymmenedalen, i den södra delen av landet. Öarna ligger omkring 25 kilometer väster om Kotka och omkring 90 kilometer öster om Helsingfors.
Arean för den av öarna koordinaterna pekar på är 4,4 hektar och dess största längd är 420 meter i öst-västlig riktning.